# Szcientológia Egyház Budapest
A Szcientológia Egyház Budapest a Magyarországi Szcientológia Egyház legnagyobb egyházközössége Budapesten, a XIII. kerület Váci út 169. szám alatt, a Szobor utca sarkán.

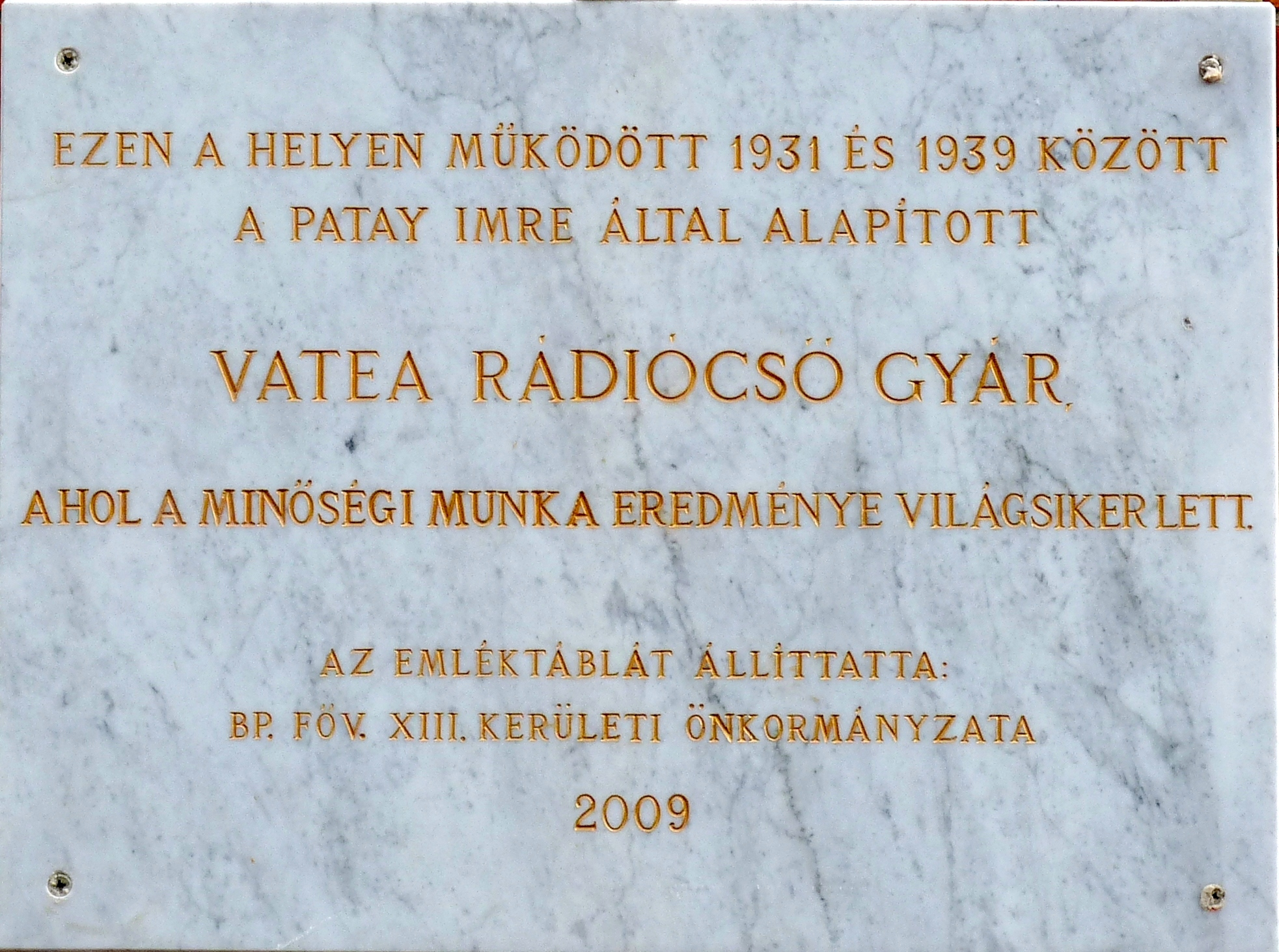
A VATEA-gyár emléktáblája a Váci úti homlokzaton

## Leírás
A 6000 m2-es épület az egykori Váci úti a Vizafogó vasútvonallal is kiszolgált ipari, a rendszerváltás nyomán barna, mára már megújult övezetében helyezkedik el. Maga az egyház épülete is gyár volt egykoron, többek közt itt működött Patai Imre VATEA Rádiótechnikai és Villamossági Rt.-je is, amire a homlokzaton 2009. november 29-én felavatott emléktábla is emlékeztet. A gyárbezárás után Metrotech irodaházzá alakították az épületet, ami 2001-re készült el. Az addig mindig bérleményben (a Nagykörúton , majd a Paulay Ede utcában) működő közösség megvásárolta az épületet. A vásárlás, az egyház céljára történő átalakítás és a helyiségek berendezése összesen mintegy 2,5 milliárd forintba került, amit hazai és külföldi egyháztagok adományai fedeztek. Az elkészült és berendezett épületet 2016. július 23-án David Miscavige, a vallás vezetője avatta fel a mintegy 3500 egyháztag előtt. Az eseményen meghívottként részt vett és felszólalt Komáromi István nyugalmazott rendőr dandártábornok, Nemere István író, Szondi Ildikó helyi képviselőnő Szegedről és Debreceni Ágnes tanárnő Dunaújvárosból.